# Thêta tréma
Cette page contient des caractères spéciaux ou non latins. S’ils s’affichent mal (▯, ?, etc.), consultez la page d’aide Unicode.
Thêta tréma (capitale: Θ̈, minuscule: θ̈) est une lettre additionnelle grecque qui a été utilisée dans l’écriture du macédonien. Il s’agit de la lettre Θ diacritée d’un tréma.

## Utilisation
Le thêta tréma a été utilisé dans l’écriture du macédonien, notamment dans l’Évangéliaire de Kulakia.

## Représentations informatiques
Le thêta tréma peut être représente avec les caractères Unicode suivants (grec et copte, diacritiques):
| formes    | représentations | chaînes de caractères | points de code | descriptions                                     |
| --------- | --------------- | --------------------- | -------------- | ------------------------------------------------ |
| capitale  | Θ̈               | Θ◌̈                    | U+0398 U+0308  | lettre majuscule grecque thêta diacritique tréma |
| minuscule | θ̈               | θ◌̈                    | U+03B8 U+0308  | lettre minuscule grecque thêta diacritique tréma |